# Квасоля
Квасоля (Phaseolus) — рід рослин родини бобових.
Квітколоже з чашеподібним диском. Крила метеликового віночка більш-менш зрощені з човником, довга вертушка якого, а також тичинки і стовпчик спірального скручені. Біб двостулковий, між насінням з неповними перегородками з губчастої тканини. Трав'янисті рослини, частіше однорічні, більшою частиною в'юнкі, з перистим листям. Листочків — три, рідше — один. Кожен лист має прилистки. Квіти у пазушних кистях. Насіння багате легуміном і крохмалем.
Існує близько 150 видів квасолі в тепліших областях обох півкуль. Розводяться переважно заради плодів і насіння, а деякі види — заради квітів (під назвою турецьких бобів). Типовий вид — квасоля звичайна.

## Назва
Українське квасоля походить через посередництво пол. fasol від сер.-в.-нім. fasōl, і далі від лат. phaseolus. Латинська назва зводиться до грец. φάσηλος, де, очевидно, має середземноморське походження. Інші назви — хвасоля, діал. фасо́ля, діал. пасо́ля. Бадилля квасолі носить назву — квасолиння.

## Види
Деякі види роду Квасоля:
- Phaseolus acutifolius — Квасоля гостролисткова, або Тепарі
- Phaseolus amblyosepalus
- Phaseolus angustissimus
- Phaseolus anisotrichos
- Phaseolus augustii
- Phaseolus brevicalyx
- Phaseolus chacoensis
- Phaseolus cibellii
- Phaseolus coccineus — Квасоля багатоквіткова
- Phaseolus filiformis
- Phaseolus galactoides
- Phaseolus glabellus
- Phaseolus grayanus
- Phaseolus latidenticulatus
- Phaseolus leucanthus
- Phaseolus lunatus — Квасоля місяцеподібна, або Квасоля лімська
- Phaseolus massaiensis
- Phaseolus micranthus
- Phaseolus microcarpus
- Phaseolus nelsonii
- Phaseolus oaxacanus
- Phaseolus pachyrrhizoides
- Phaseolus parvulus
- Phaseolus pedicellatus
- Phaseolus plagiocylix
- Phaseolus pluriflorus
- Phaseolus polymorphus
- Phaseolus polystachios
- Phaseolus polytylus
- Phaseolus ritensis
- Phaseolus sonorensis
- Phaseolus tuerckheimii
- Phaseolus vulcanicus
- Phaseolus vulgaris L. типовий[1] — Квасоля звичайна
- Phaseolus wrightii
- Phaseolus xanthotrichus